# MuseScore
MuseScore is vrije muzieknotatiesoftware voor Linux, Windows en Mac. MuseScore is een wysiwyg-programma, met geluidsondersteuning alsook invoer en uitvoer van MusicXML en standaard MIDI-bestanden. Percussienotatie is ondersteund, evenals rechtstreekse printuitvoer.
Het programma heeft een eenvoudige gebruikersinterface, met snelle noteninvoer die gelijkaardig is aan de populaire commerciële muzieknotatiesoftware zoals Finale en Sibelius.
MuseScore is opensourcesoftware, uitgebracht onder de GNU General Public License.

## Functies
MuseScore ondersteunt in- en uitvoer van veel verschillende muziekformaten zoals MIDI en MusicXML, maar ook het importeren van bestanden van commerciële software zoals Band-in-a-Box. Het is in staat om bladmuziek te maken in PDF-, SVG- of PNG-formaat. Tevens kan het de muziek exporteren naar audioformaten zoals WAV, FLAC en OGG.

## Talen
MuseScore is beschikbaar in 48 talen, waaronder het Nederlands en volgende, andere talen:
Afrikaans, Arabisch, Asturisch, Baskisch, Braziliaans-Portugees, Catalaans, Deens, Duits, Engels, Esperanto, Faeröers, Fins, Frans, Galicisch, Grieks, Hindi, Hongaars, Italiaans, Japans, Koreaans, Kroatisch, Litouws, Noors, Oekraïens, Perzisch, Pools, Portugees, Roemeens, Russisch, Sloveens, Slowaaks, Spaans, Thai, Traditioneel Chinees (China/Taiwan), Tsjechisch, Turks, Vereenvoudigd Chinees, Vietnamees, Wit-Russisch en Zweeds.

## Ontwikkeling
MuseScore is een afgeleide van MusE, een MIDI-sequencer voor Linux. In 2002 besloot Werner Schweer de "notatiefuncties van MusE af te splitsen en te herschrijven als onafhankelijke muzieknotatiesoftware." De software is geschreven op de platformonafhankelijke Qt-toolkit.